# Martin Linnes
Martin Linnes, né le 20 septembre 1991 à Kongsvinger en Norvège, est un footballeur norvégien qui évolue au poste d'arrière droit avec l'équipe de Norvège.

## Biographie

### Kongsvinger IL
Né à Kongsvinger en Norvège, Martin Linnes commence à jouer au football à Sander, puis joue ensuite pour le Kongsvinger IL. Il fait sa première apparition avec ce club en 2010.

### Molde FK
En 2012, libre de tout contrat, il s'engage avec le Molde FK. Le 4 août, il inscrit son premier but avec son nouveau club face à Sogndal, avec à la clé une victoire 2-1 de son équipe. 
Avec Molde, il participe aux tours préliminaires de la Ligue des champions, et inscrit à cette occasion un but face au club irlandais du Sligo Rovers, en juillet 2013.
Le 24 août 2014, il se met en évidence en étant l'auteur d'un doublé lors de la réception de l'Aalesunds FK, permettant à son équipe de l'emporter sur le très large score de 5-0.
Le 17 septembre 2015, en phase de groupe de la Ligue Europa, il inscrit un but face au club turc de Fenerbahçe, permettant à son équipe de l'emporter 1-3 à l'extérieur.

### Galatasaray
En janvier 2016, le joueur s'engage avec le club turc de Galatasaray pour une durée de 3,5 ans et un transfert de 2 m€ .
Lors de la saison 2018-2019, il participe à la phase de groupe de la Ligue des champions avec cette équipe (cinq matchs joués).
Cette même saison, il inscrit des deux premiers buts dans le championnat de Turquie, lors de la réception de Fenerbahçe (2-2), puis sur la pelouse de Sivasspor lors de la dernière journée (défaite 4-3).

### Retour au Molde FK
Le 17 août 2021, Martin Linnes fait son retour au Molde FK.
Il est de nouveau sacré Champion de Norvège lors de la saison 2022, le Molde FK remportant le titre pour la cinquième fois de son histoire,.

### En équipe nationale
Avec les espoirs norvégiens, il participe au championnat d'Europe espoirs 2013 organisé en Israël. Lors de cette compétition, il joue trois matchs. La Norvège s'incline en demi-finale face à l'Espagne.
Le 11 octobre 2013, il figure pour la première fois sur le banc des remplaçants de l'équipe nationale A, mais sans entrer en jeu, lors d'une rencontre face à la Slovénie. Ce match perdu 3-0 rentre dans le cadre des éliminatoires du mondial 2014. Il reçoit finalement sa première sélection en équipe de Norvège le 15 novembre 2013, en amical contre le Danemark (défaite 2-1).
Le 13 octobre 2014, il délivre sa première passe décisive, contre la Bulgarie. Ce match gagné 2-1 rentre dans le cadre des éliminatoires de l'Euro 2016. Par la suite, le 5 octobre 2017, il marque son premier but, contre Saint-Marin. Ce match gagné sur le très large score de 0-8 rentre dans le cadre des éliminatoires du mondial 2018.

## Palmarès
- Champion de Norvège en 2012 et 2014 avec Molde
- Vainqueur de la Coupe de Norvège en 2013 et 2014 avec Molde
- Champion de Turquie en 2018 et 2019 avec Galatasaray
- Vainqueur de la Coupe de Turquie en 2016 et 2019 avec Galatasaray